# 津野瀬果絵
津野瀬 果絵（つのせ かえ、1978年2月17日 - ）は、テレビ西日本（TNC）のアナウンサー。広島県安芸郡府中町出身。

## 経歴
広島県立安芸府中高等学校を経て広島女学院大学卒業後、入社。カナダへの留学経験がある。小学校の同期生にお笑いコンビ・バイきんぐの西村瑞樹、高校の同期生に漫画家の久保帯人がいる。
これまで主に報道・情報系の番組を担当。2004年10月以降、出演番組のうちバラエティ及び情報番組においては平仮名で「つのせ かえ」と名前が表示される（ニュース番組では引き続き漢字表記）。
実家における身内の介護経験がきっかけとなり、仕事の傍ら福祉系の学校へ通い、訪問介護員（ホームヘルパー）2級の資格を取得。そこから派生して、野菜ソムリエの資格も取得。出演番組やブログに活かしている。約1年の育児休暇を経て、その後職場復帰。TNCの看板アナウンサーとして夕方のワイドショーを担当することとなった。
2010年に全国ネット番組「雑学バラエティ　なるほど！オナマエ堂」を内村光良と共にMCとして担当。高視聴率のため続編も制作されそのままMCを務めている。このシリーズは2014年現在第4作まで製作されている。
2017年4月からは、中島浩二と共に『生放送てんじんNOW!』のMCを務めている。
2017年、カラーアナリストコース終了
2025年、CNA細胞栄養学ジュニアマスター取得

### 広島在住時代の活動
- RCC中国放送ラジオでアシスタントを務め、「カエリン」の愛称で親しまれた。
  - 1999年10月から2000年3月までは、金曜日20時から23時30分まで夜ワイド番組の「ラジON黒帯　青山七段」を担当。メイン司会は青山高治アナウンサー。
  - 2000年4月から10月までは「Rcc/musicデジタルサウンドマーケット（でじ・さ・ま）」を担当。
  - ほかにも、RCCのテレビドキュメンタリーのナビゲーターとして登場。

## 現在の担当番組
- 生放送てんじんNOW!（2017年4月 - ）- MC [2]
- FNN Live News days（主に平日昼を担当）

## 過去の担当番組
- TNCスーパーニュース FNN（2002年4月1日 - 2004年9月30日）
2003年夏には全国版で安藤優子の夏休み代理として出演。
- 情報レシピ ニジ☆ゴジ（2006年10月 - 2008年9月）
- めざましテレビ（2011年4月6日『めざましさくらエイド』中継に登場）
- ハチナビプラス ギュギュっと!（産休明けから2012年3月の番組終了まで）
- 雑学バラエティなるほど!オナマエ堂（不定期特番）
- ももち浜ストア、ももち浜DXストア
2004年10月から。2007年4月からは月曜 - 木曜担当となり、出産のため2009年2月26日で一旦降板。人事異動と改編により2012年4月2日から再登板。2013年12月で、第二子出産準備のためMCを出口に譲り降板。その後も、2014年3月までは「赤ちゃんこんにちは」のナレーションを担当し、同年4月以降はナレーションを四位知加子に譲って産休に入った[3]。
- 九州水紀行（九州沖縄地区8局ネットのミニ番組。）
- TNCスピーク 福岡県のニュース（2004年9月まで、2015年4月 - 2018年3月）
- GeeBee（ナレーション・2015年4月 - 2016年3月）
- 月刊TNC批評（最初の担当期間は『ももち浜ストア』に準じる。高山梨香→出口麻綾から引き継ぐ形での再登板。2014年1月にMCを四位に譲ったが、2015年9月から再登板。）
- シャボン玉石けんプレゼンツはぐはぐ（ナレーション、2018年7月 - 2022年12月）
- FNNプライムニュース デイズ・福岡県のニュース（2018年度）
- ももち浜S特報ライブ - ナレーション
- 報道ワイド 記者のチカラ - ナレーション

## その他メディア露出
- タカラトミー「女子アナ出題!Theご当地問題DVD&カード」（2007年9月27日発売）
高山とともに福岡代表として選ばれる。
- 雑誌「GINGER」の特集「福岡で働く女子の一週間」で取り上げられた。